# Sisikon

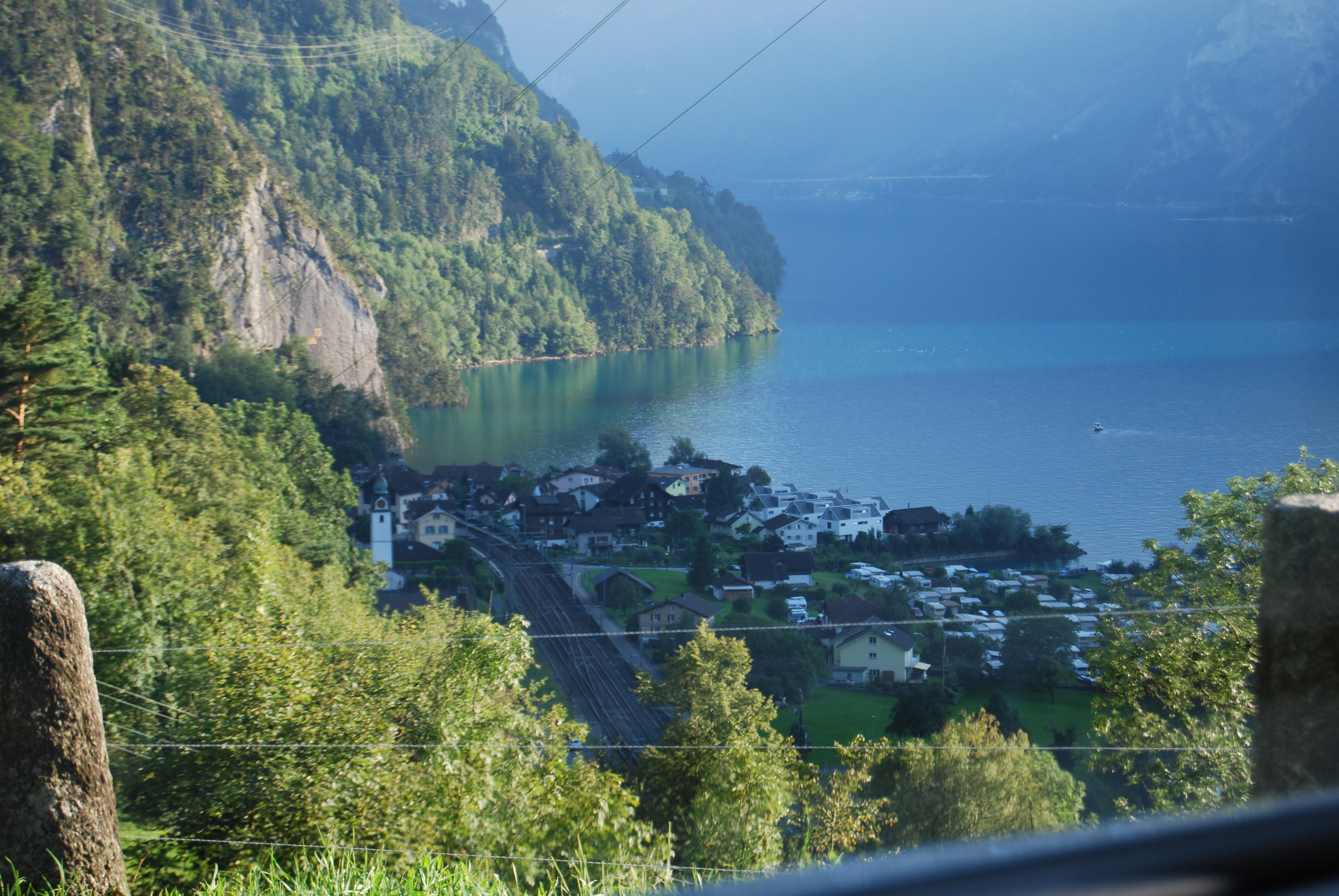
Sisikon

Sisikon is een gemeente en plaats in het Zwitserse kanton Uri.
Sisikon telt 394 inwoners.
Altdorf · Andermatt · Attinghausen · Bauen · Bürglen · Erstfeld · Flüelen · Göschenen · Gurtnellen · Hospental · Isenthal · Realp · Schattdorf · Seedorf · Seelisberg · Silenen · Sisikon · Spiringen · Unterschächen · Wassen
- Gemeinsame Normdatei: 4538337-6
- Historisch woordenboek van Zwitserland: 000706
- Virtual International Authority File: 242733290